# Göksel
Göksel Demirpençe, művésznevén Göksel (Isztambul, 1971. november 25. –) kísérletező stílusáról ismert török popénekesnő.

## Életrajz
Göksel Isztambulban született, felsőfokú tanulmányait a Boğaziçi Egyetemen kezdte meg filozófia szakon, ám zenei karrierje miatt nem fejezte be.
Sezen Aksu és Sertab Erener háttérénekeseként kezdte, majd 1997-ben megjelent első albuma, a Yollar. 2001-ben jelent meg második albuma, a Körebe, melyről a legsikeresebb dal a Depresyondayım volt. 2003-ban adta ki harmadik albumát, Söz Ver címmel, ugyanebben az évben pedig fellépett a görög Omega Vibes együttessel. 2005-ben jelent meg az Arka Bahçem című lemeze, melyről a legnagyobb sikert a Bi seni konuşurum aratta.
2006-ban egy dal erejéig közreműködött a maNga együttes albumán, melyről közös dalukat, a Dursun Zaman-t felhasználták a Jean-Claude Van Damme mellékszereplésével készült Sınav című játékfilm betétdalaként.
2007-ben jelent meg Ay'da Yürüdüm című nagylemeze, melyen a maNga énekese, Ferman Akgül, és Teoman is közreműködött.

## Lemezek
- 1997  Yollar, Karma Müzik Yapım
- 2001  Körebe, Sony Music
- 2003  Söz ver, Sony Music
- 2005  Arka Bahçem, Sony Music
- 2007  Ay'da Yürüdüm, Sony Music

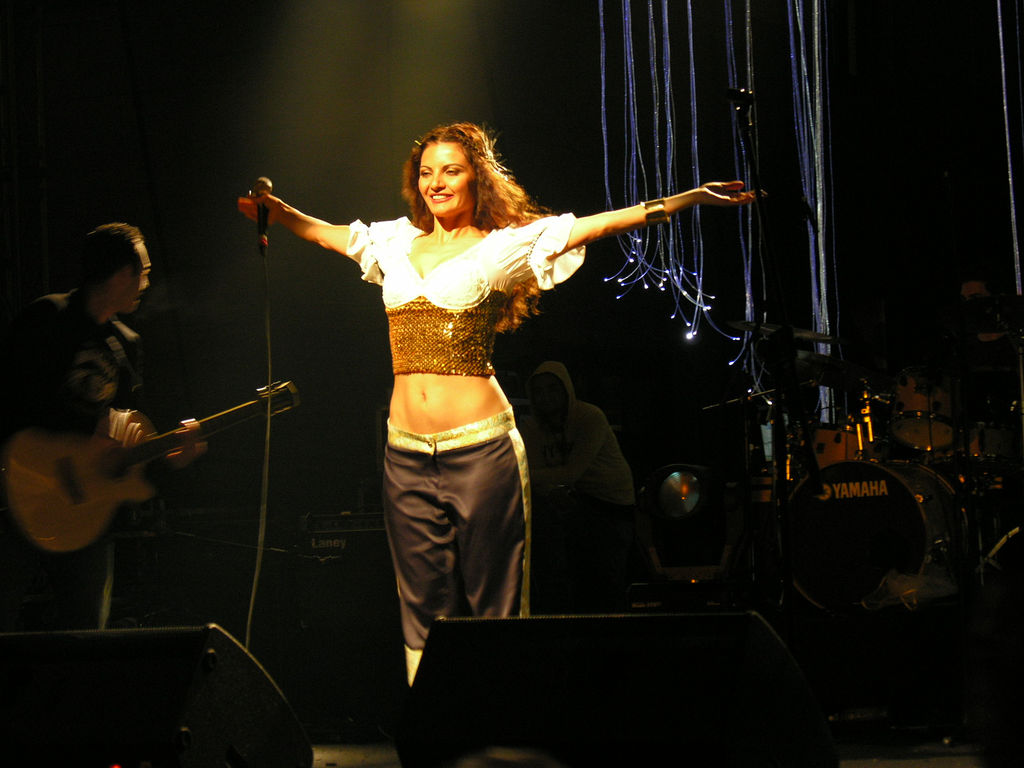
Göksel egy 2005-ös koncerten

- 2009  Mektubumu Buldun mu?, Avrupa Müzik
- 2010  Hayat Rüya Gibi, Avrupa Müzik
- 2012  Bende bi' Aşk var, Avrupa Müzik
- 2015 Sen Orda Yoksun, Avrupa Müzik